# Kuolbanoaivi
Kuolbanoaivi är en kulle i Finland. Den ligger i Enontekis i landskapet Lappland, i den norra delen av landet, 900 km norr om huvudstaden Helsingfors. Toppen på Kuolbanoaivi är 483 meter över havet, eller 76 meter över den omgivande terrängen. Bredden vid basen är 2,1 km.
Terrängen runt Kuolbanoaivi är huvudsakligen lite kuperad.  Trakten runt Kuolbanoaivi är nära nog obefolkad, med mindre än två invånare per kvadratkilometer. Närmaste större samhälle är Karesuvanto, 18,1 km sydost om Kuolbanoaivi. Omgivningarna runt Kuolbanoaivi är i huvudsak ett öppet busklandskap.